# Lutjanus alexandrei
Lutjanus alexandrei és una espècie de peix de la família dels lutjànids i de l'ordre dels perciformes.

## Morfologia
- Els mascles poden assolir 24,3 cm de longitud total.[4]

## Hàbitat
És un peix marí de clima tropical que viu fins als 54 m de fondària.

## Distribució geogràfica
Es troba al Brasil: des de Maranhão fins al sud de Bahia.